# Marko Pantelić
Marko Pantelić, cyr. Марко Пантелић (ur. 15 września 1978 w Belgradzie) – serbski piłkarz występujący na pozycji napastnika.

## Kariera
Po nieudanych sezonach w Iraklisie Saloniki i Paris Saint-Germain, Marko Pantelić zmienił klub na słabszy, szwajcarski Lausanne Sports. Tu wiodło mu się zdecydowanie lepiej – w 21 meczach strzelił 8 goli. Następnie wyjechał do hiszpańskiej Celty Vigo. Ten transfer okazał się bardzo nieudany. W Vigo wytrzymał raptem miesiąc. Nie rozegrał tam żadnego meczu. Wówczas Pantelić został wypożyczony do austriackiego klubu Sturm Graz. Niewiele dłużej było mu dane przebywać w klubie ze Styrii, bo tylko 3 miesiące, w ciągu których rozegrał tylko 3 mecze. Po tym nieudanym epizodzie, Serb ponownie trafił do Szwajcarii, tym razem do Yverdon-Sport FC, gdzie również rozegrał tylko 3 mecze. Po roku wyjechał do rodzimego klubu, Obilicia Belgrad. Po sezonie przeniósł się do FK Smederevo. Grał tam tylko sezon. Następnie był zawodnikiem Crvenej Zvezdy, której jest wychowankiem. W tym klubie był bardzo skuteczny – 26 strzelonych goli w 44 meczach. Ten okres w karierze Pantelicia zaowocował transferem do niemieckiego klubu, Herthy BSC, gdzie występował przez 4 lata. 30 sierpnia 2009 roku podpisał kontrakt z Ajaksem Amsterdam. Następnie grał w greckim Olympiakosie. W 2013 roku odszedł z tego klubu.

## Reprezentacja Serbii
W reprezentacji Serbii Pantelić zadebiutował w 2003 roku, a pierwszego gola strzelił 16 sierpnia 2006 roku w wygranym 3:1 towarzyskim meczu z Czechami. Jak dotąd w kadrze narodowej napastnik Olympiakosu Pireus rozegrał 43 mecze i strzelił 10 goli.

## Sukcesy
- Puchar Serbii w 2003 roku z FK Smederevo
- Mistrzostwo Serbii w 2005 roku z Crveną Zvezdą Belgrad.